# Gustavo Dudamel
Gustavo Adolfo Dudamel Ramírez, venezuelski violinist in dirigent, * 26. januar 1981, Barquisimeto, Venezuela.
Gustavo Dudamel je umetniški vodja losangelške filharmonije. Leta 2017 je kot najmlajši dirigent vodil dunajske filharmonike na Dunajskem novoletnem koncertu.
V svoji dirigentski karieri je nastopil tudi pred Papežem Benediktom XVI, z orkestrom je igral tudi na pogrebu venezuelskega voditelja Huga Chaveza. 